# Ghiacciaio Perito Moreno
Il ghiacciaio Perito Moreno è un'area situata nel parco nazionale Los Glaciares, nella parte sud-occidentale della provincia di Santa Cruz, in Argentina. Parte della sua origine è nel parco Nazionale Bernard, Cile. È una delle più importanti attrazioni turistiche della Patagonia argentina.

## Descrizione

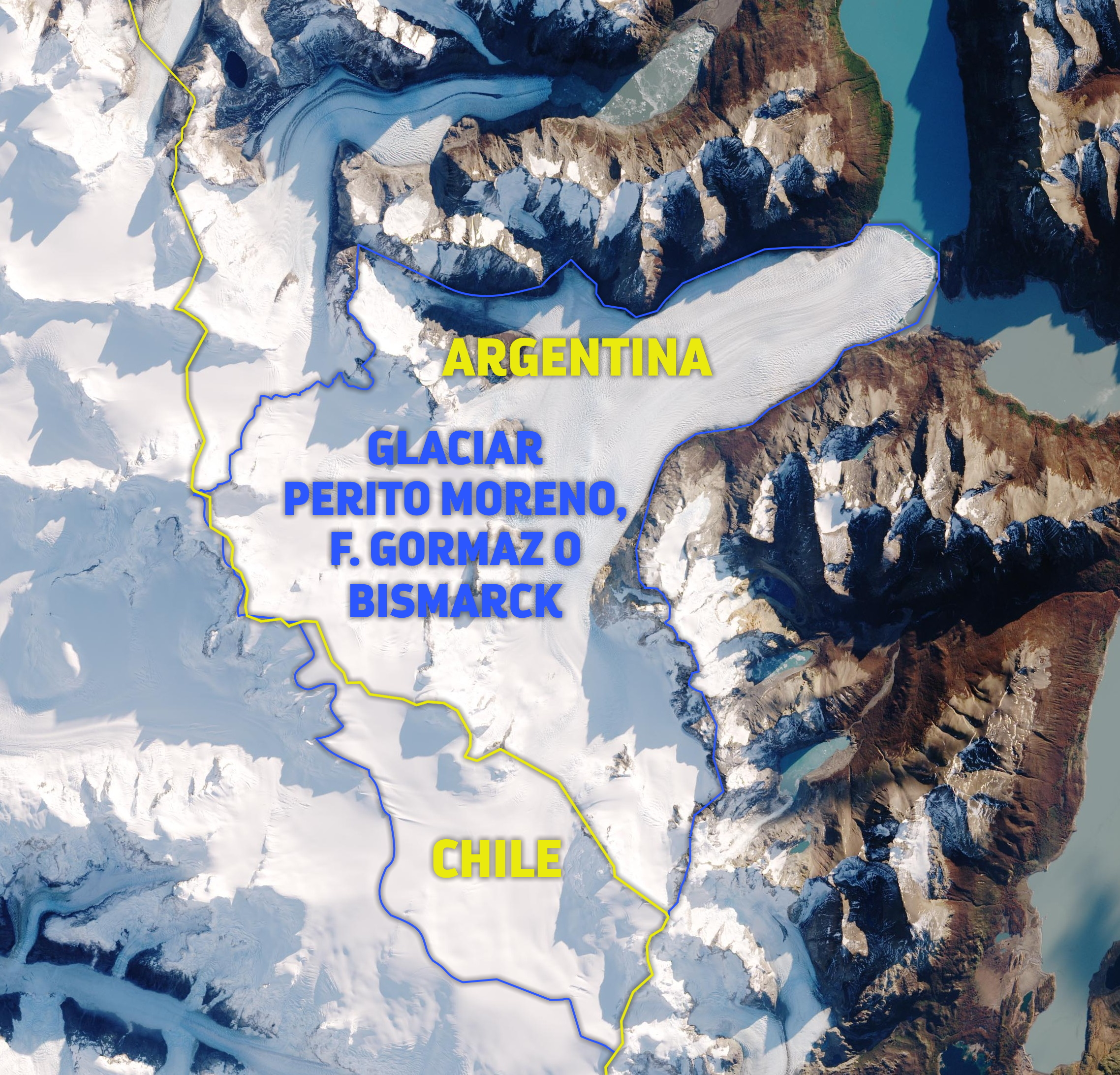
Mappa del ghiacciaio con il confine internazionale realizzato nel 1998.

La formazione di ghiaccio si estende per 250 km² e per 30 chilometri in lunghezza. È uno dei 48 ghiacciai alimentati dal Campo de Hielo Sur, facente parte del sistema andino, condiviso con il Cile. Questo ghiacciaio continentale è la terza riserva al mondo d'acqua dolce.
Situato a 78 km dalla località turistica El Calafate, prende il proprio nome dall'esploratore Francisco Moreno, un pioniere che studiò la regione nel XIX secolo e giocò un ruolo di primo piano nella difesa del territorio argentino nel conflitto sorto a causa della disputa circa il confine internazionale con il Cile.
La particolarità del Perito Moreno è che si tratta di un ghiacciaio in continuo e rapido movimento. Il fronte è formato da una lingua anteriore lunga circa 5 km che si staglia per oltre 60 m sul lago Argentino. Il movimento è dovuto all'esistenza alla base del ghiacciaio di una sorta di cuscino d'acqua che lo tiene staccato dalla roccia. A causa di tale movimento il ghiaccio avanza di circa 2 metri al giorno.
Quando poi il fronte del Ghiacciaio raggiunge l'altra sponda del lago Argentino, dove si trova una piccola penisola chiamata "penisola de Magallanes", forma una diga naturale che separa le due metà del lago, e il fronte glaciale si trova pressoché equamente diviso a 2,5 km per lato. A causa di questo sbarramento l'acqua della parte del lago chiamata Brazo Rico può salire di oltre 30 metri rispetto al livello consueto. Un'enorme pressione prodotta da questa massa d'acqua finisce per erodere il fronte del ghiacciaio; il muro di ghiaccio si scioglie nei punti più deboli, attraverso i quali filtra l'acqua fino a far crollare enormi guglie e blocchi o più raramente a collassare con esplosioni verso l'esterno di enormi quantità di ghiaccio con uno strepito imponente.

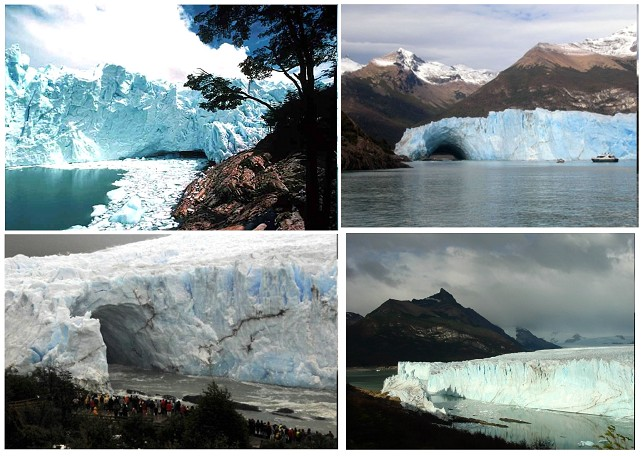
Ponte di ghiaccio sul Perito Moreno

Particolare attrazione turistica è rappresentata ad un'altra caratteristica del Perito Moreno: il “ponte di ghiaccio”. L'erosione sulla diga di ghiaccio da parte dell'acqua del lago Argentino crea un ponte di ghiaccio tra il fronte del ghiacciaio in avanzamento e la sponda del lago stesso. Attualmente ogni 2-4 anni si assiste alla rottura del ponte, causata dalla pressione dei ghiacci in avanzamento. Il ciclo diga/rottura non è regolare e ricorre con frequenza che varia da due volte l'anno fino a meno di una volta per decennio.
Il fronte del Perito Moreno avanza ad una velocità di circa 700 metri all'anno, sebbene perda massa ad un ritmo praticamente analogo, il che significa che, se si escludono piccole variazioni, il fronte non è avanzato né indietreggiato negli ultimi 90 anni. Il ghiacciaio ha una profondità massima di circa 170 metri. La prima rottura documentata risale al 1917, e in quell'occasione trascinò in acqua un'antica foresta di alberi arrayán. L'ultima è avvenuta il 10 marzo 2016; la penultima il 4 marzo 2012. In precedenza, andando a ritroso, il 9 luglio 2008, marzo 2006, 2004, 1988, 1984, 1980, 1977, 1975, 1972, 1970, 1966, 1963, 1960, 1956, 1953, 1952, 1947, 1940 e 1934, 1917. La frequenza media è una rottura ogni 4-5 anni.

Ghiacciaio Perito Moreno

## Variazioni frontali recenti
Il Perito Moreno è uno dei pochi ghiacciai attualmente in avanzamento, perciò è spesso oggetto di discussioni relative al riscaldamento climatico.
Un ricercatore argentino, Jorge Rabasa, effettuando dei rilevamenti nell'estate del 2007, ha rilevato che il ghiacciaio Perito Moreno ha perso negli ultimi due anni ben quattordici metri di spessore ai margini, sostenendo per questo che il ghiacciaio risente del surriscaldamento globale. D'altra parte, altri ricercatori argentini ritengono che i fenomeni mensili o annuali di perdita o accumulo di ghiaccio facciano parte di cicli naturali del Perito Moreno.
Nel luglio 2008, durante l'inverno australe, si sono verificate rotture rilevanti che normalmente accadono durante il periodo estivo. Alcuni esperti hanno addotto come motivazione il riscaldamento globale. Tuttavia rotture invernali dello stesso tipo si sono avute anche nel 1917 e nel 1951.